# Tõnismäe

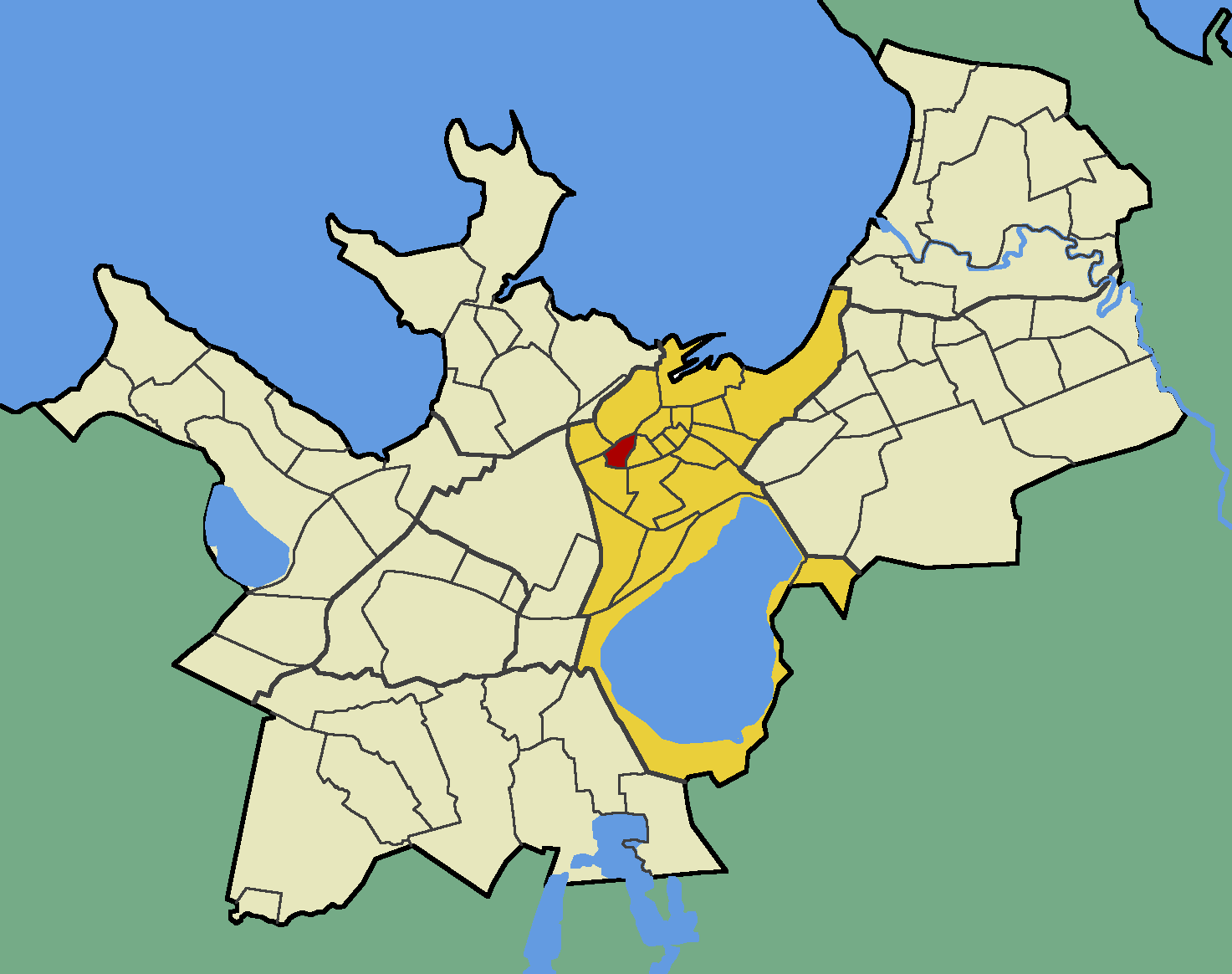
Der Bezirk Tõnismäe (rot) im Tallinner Stadtteil Kesklinn (gelb)

Tõnismäe (zu Deutsch Antonius-Berg) ist ein Bezirk (estnisch asum) der estnischen Hauptstadt Tallinn. Er liegt im Stadtteil Kesklinn („Innenstadt“).

## Beschreibung und Geschichte
Tõnismäe hat 1.181 Einwohner (Stand 1. Mai 2010).
Der Bezirk liegt auf einem 36 Meter hohen Hügel, dem Tõnismägi, direkt neben dem Tallinner Domberg.
Historische Ausgrabungen haben nachgewiesen, dass der Berg im ersten Jahrtausend nach Christus mit Eichen bewaldet war. Er galt den heidnischen Esten als heilig.
Die Anhöhe war vermutlich seit dem 12. oder 13. Jahrhundert besiedelt. Die erste urkundliche Erwähnung stammt aus dem Jahr 1348. Damals übertrug der Stadtrat von Tallinn das Areal dem Schwertbrüderorden. Der historische deutsche Name des Gebiets lautet „S. Antonius Berg“, „Antony Berge“ oder „Antonisberg“.
Noch vor 1348 entstanden auf dem Hügel eine Kapelle, die dem Heiligen Antonius geweiht war, sowie ein Friedhof. Beide wurden im 16. Jahrhundert während des Livländischen Kriegs zerstört.
1670 wurde die evangelisch-lutherische Karlskirche zu Ehren des schwedischen Königs Karl XI. eingeweiht. Der Gemeinde gehörten estnische und finnische Gläubige an. Die Holzkirche wurde während des Nordischen Kriegs im August 1710 zerstört. Zwischen 1862 und 1870 wurde die heutige Karlskirche (Kaarli kirik) errichtet. Die Pläne stammten von dem deutschbaltischen Architekten Otto Pius Hippius (1826–1883).
Heute befindet sich neben Wohn- und Geschäftshäusern die Estnische Nationalbibliothek (Eesti Rahvusraamatukogu) in Tõnismäe. Das wie eine Festung wirkende Gebäude wurde in den Jahren 1985 bis 1993 nach Plänen des estnischen Architekten Raine Karp errichtet. Direkt hinter der Nationalbibliothek liegen die Botschaften Deutschlands und Frankreichs.
Vor der Estnischen Nationalbibliothek stand bis zu seiner Verlegung im April 2007 der sogenannte Bronzesoldat von Tallinn. Das sowjetische Ehrenmal erinnerte an die Eroberung Tallinns durch die Rote Armee im Jahre 1944. Das Denkmal mit einigen Soldatengräbern stand in einer kleinen Grünanlage, die während der sowjetischen Besetzung Estlands den offiziellen Namen Platz der Befreier trug.

## Bilder

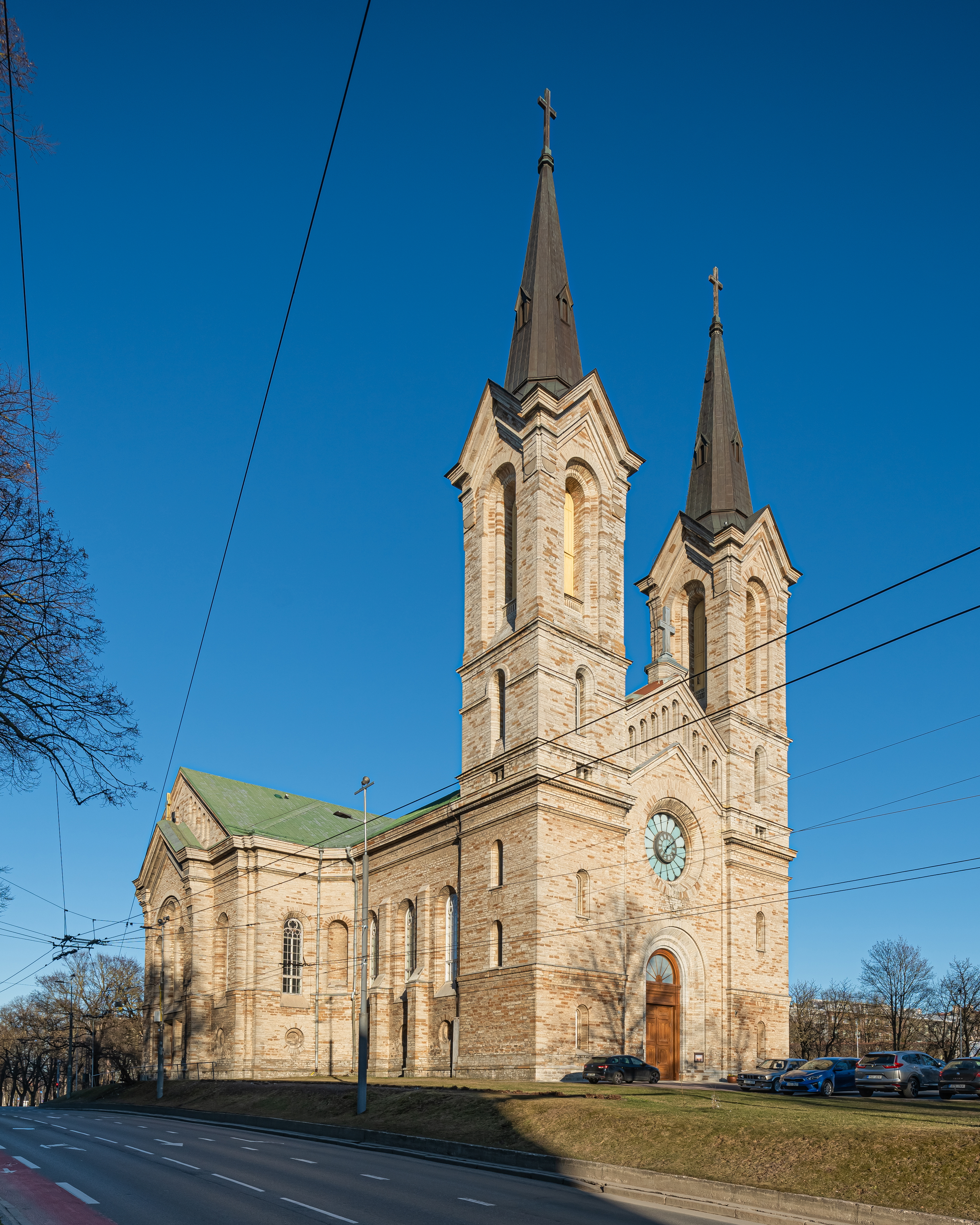
Die 1870 eingeweihte Karlskirche (Kaarli kirik)
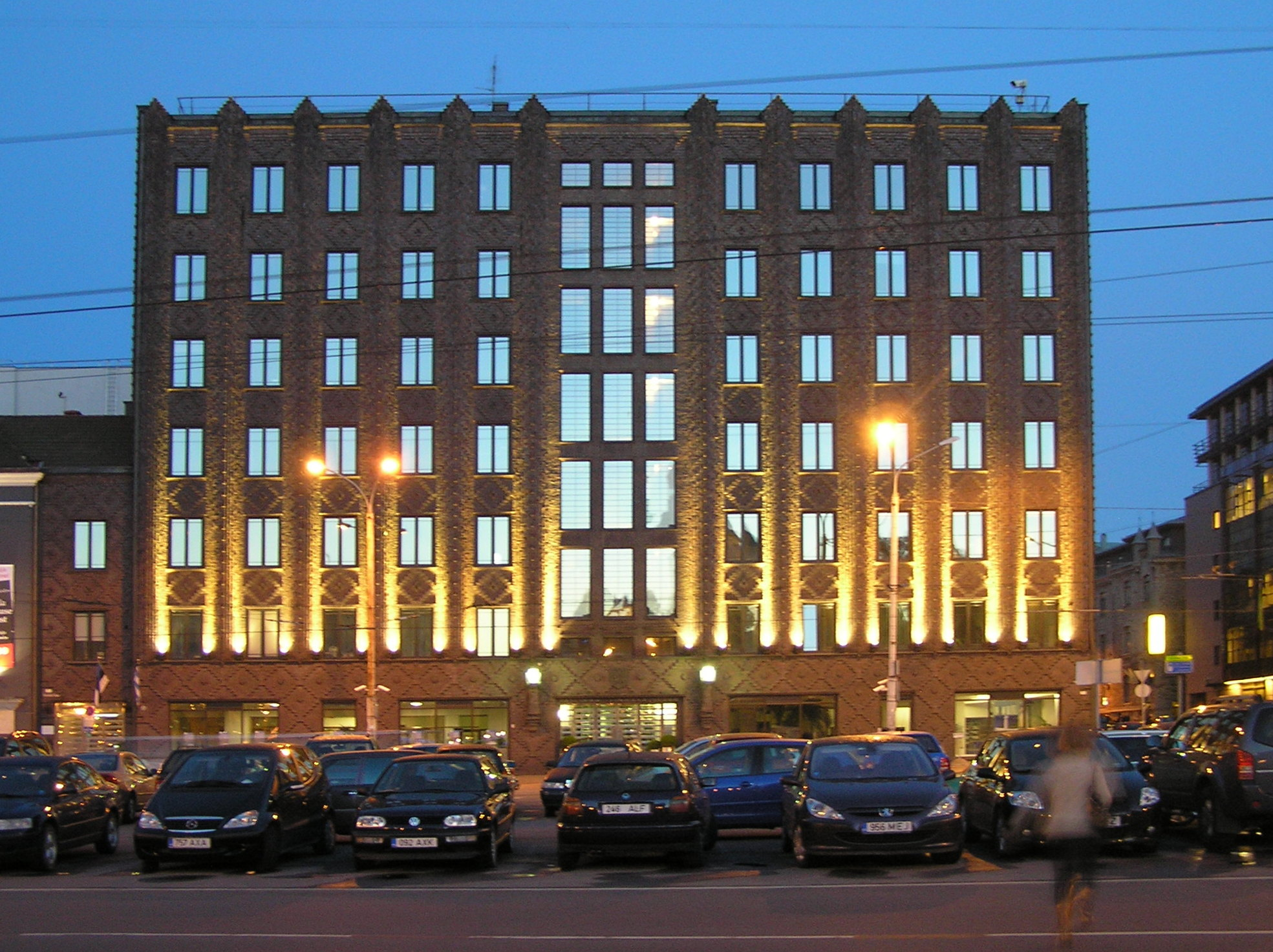
Neues Rathaus der Stadt Tallinn gegenüber dem Freiheitsplatz (Vabaduse väljak)
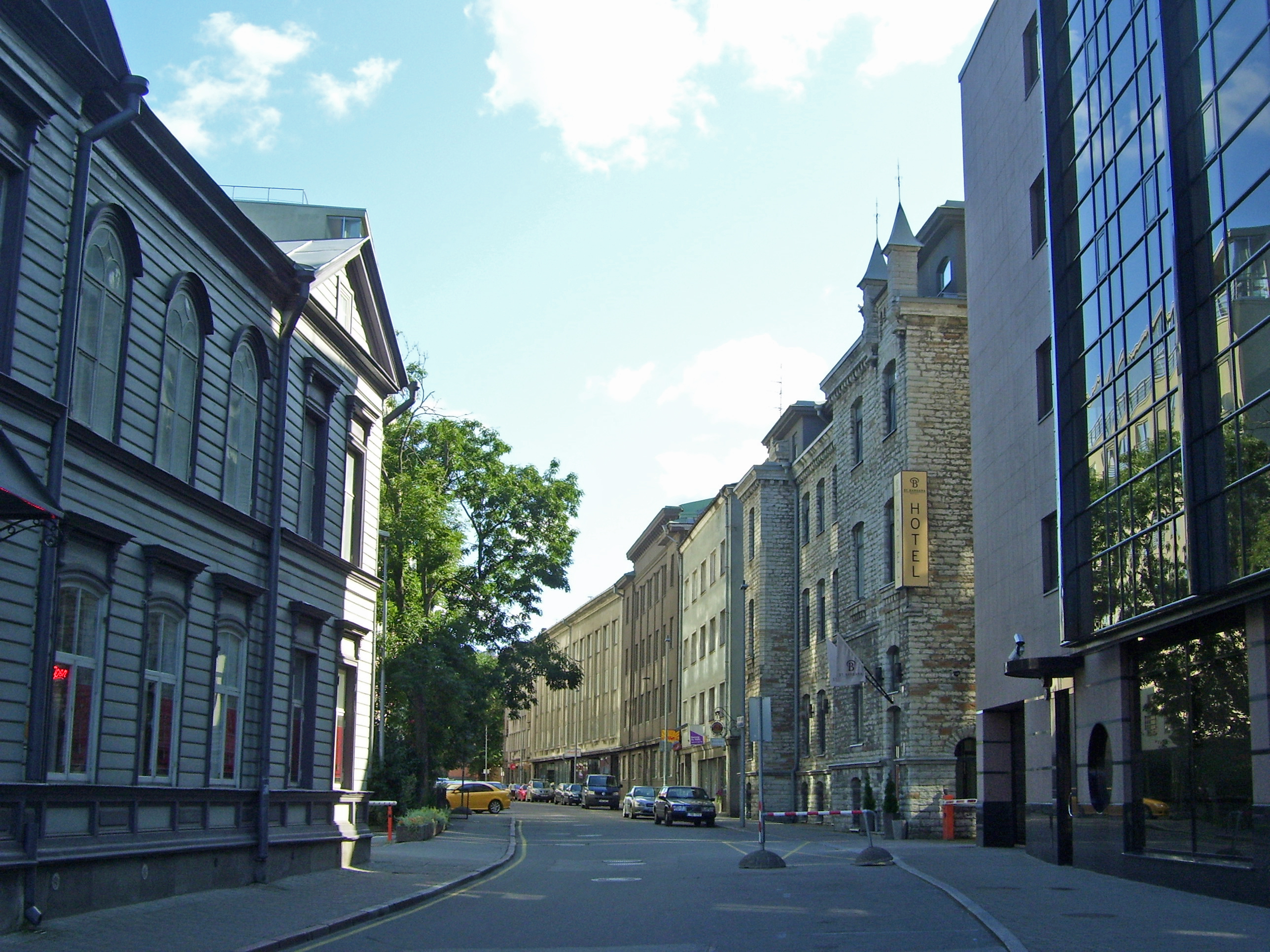
Straßenszene in Tõnismäe
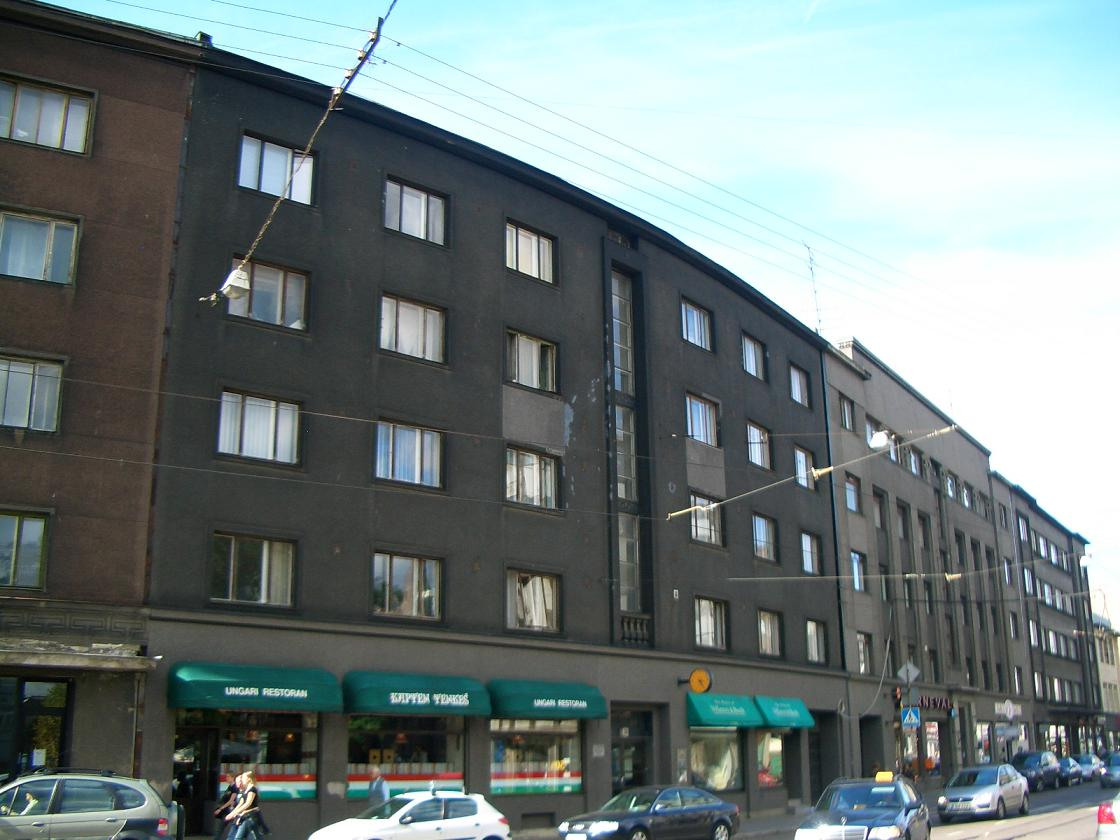
Wohnhäuser aus den 1930er Jahren
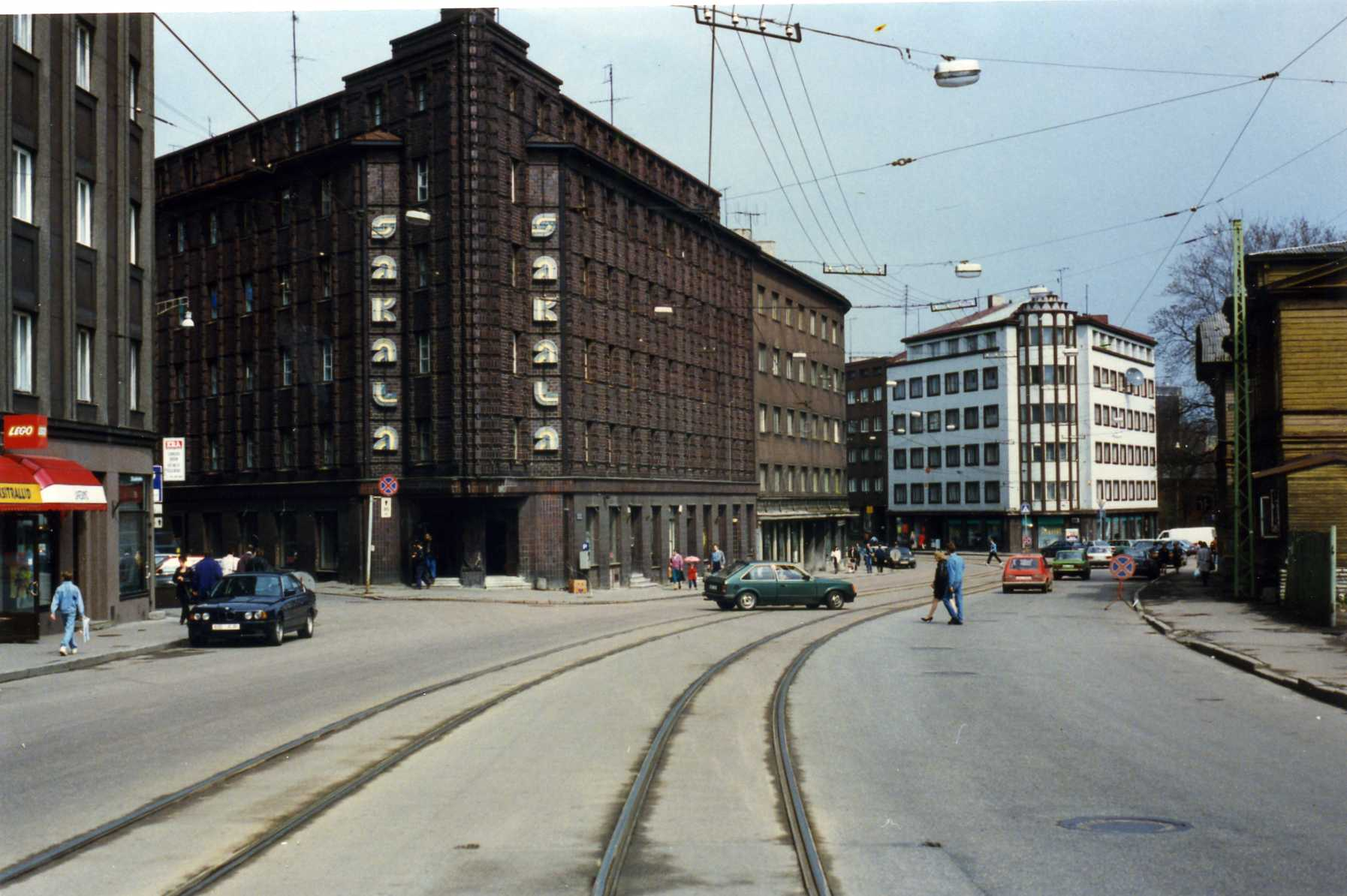
Wohn- und Geschäftshäuser
Das 1937 eröffnete Luxushotel „Palace“ (Architekt Elmar Lohk)
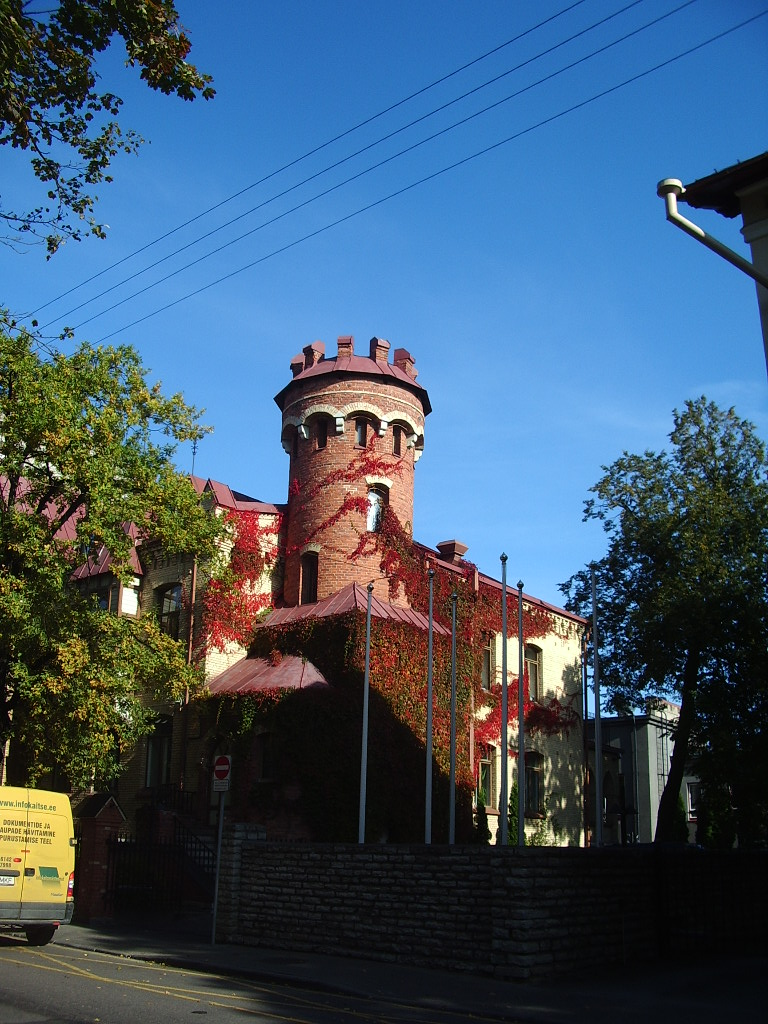
Historischer Wasserturm vom Ende des 19. Jahrhunderts